# The Voice (canção de Eimear Quinn)
"The Voice" foi a canção que representou a Irlanda no Festival Eurovisão da Canção 1996 que teve lugar em Oslo, Noruega a 18 de maio desse ano e que foi a vencedora do evento. 
A referida canção foi interpretada em inglês  por Eimear Quinn. Foi a décima-sétima canção a ser intrpretada na noite do festival, a seguir à canção belga "Liefde is een kaartspel", interpretada por  Lisa del Bo e antes da canção finlandesa   "Niin kaunis on taivas", cantada por Jasmine. Terminou a competição em 1.º lugar (quarta vitória em cinco anos) tendo recebido um total de 162 pontos. No ano seguinte, em Festival Eurovisão da Canção 1997, a Irlanda foi representada com a canção Mysterious Woman, cantada por Marc Roberts.
Uma gravação do Celtic Woman, com vocais de Lisa Kelly, foi feita em 2007 para o álbum Celtic Woman: A New Journey.

## Autores
- Letrista:  Brendan Graham
- Compositor:  Brendan Graham
- Orquestrador: Noel Kelehan

## Letra
A canção é muito inspirada na música celta, com a cantora retratando-se ela mesmo como "a voz" que observa o mundo inteiro, descrevendo os seus efeitos nos elementos naturais, tais como o vento, as estações do ano, num caminho semelhante à Mãe Natureza. Quinn foi acompanhada por instrumentos musicais tradicionais na Irlanda.

## Votações
A canção teve a votação máxima de 12 pontos de sete países: Turquia, Suíça, Estónia, Eslovénia, Países Baixos, Polónia e Bósnia e Herzegovina.